# Adoxa moschatellina
Adoxa moschatellina L. é uma espécie de plantas com flor  pertencente à família Adoxaceae. A espécie, que integra o género Adoxa L., uma planta herbácea das regiões temperadas e frias do Hemisfério Norte.

## Espécies
A Adoxa moschatellina , conhecida como moscatelina, é a espécie mais importante do gênero botânico Adoxa.
É uma planta herbácea que cresce em todas as partes da Europa, Ásia e América do Norte,
Em regiões frias do norte cresce em altitudes mais baixas, e no sul em altitudes maiores como montanhas.
Esta pequena planta liberta um odor almiscarado característico, que emite a noite quando cai o orvalho.
Na Europa, a planta floresce em abril e maio. A flor, com quatro pétalas, é de cor verde  com as anteras e o pólen amarelos. Crescem em grupos de cinco flores, quatro laterais e uma no topo.
- Lista completa de espécies do gênero

## Taxonomia
Acalypha indica foi descrita por  Lineu e publicada em Species Plantarum 1: 367. 1753.
Sinonímia
- Adoxa inodora C.B.Clarke in Hook.f. [1880]
- Moschatellina tetragona Moench [1794]
- Moschatellina fumariifolia Bubani [1899]
- Moschatellina adoxa All. [1785]
- Moscatella adoxa Scop. [1771]
- Adoxa tuberosa Gray [1821]
- Adoxa moschata Dulac[4]
- Adoxa inodora Falc. ex C.B.Clarke
- Adoxa insularis Nepomn.
- Adoxa orientalis Nepomn.
- Moschatellina generalis E.H.L.Krause
- Moschatellina tetragona Moench[5]

## Classificação do género
| Sistema | Classificação                      | Referência               |
| ------- | ---------------------------------- | ------------------------ |
| Linné   | Classe Octandria, ordem Tetragynia | Species plantarum (1753) |